# Robert von Loeben

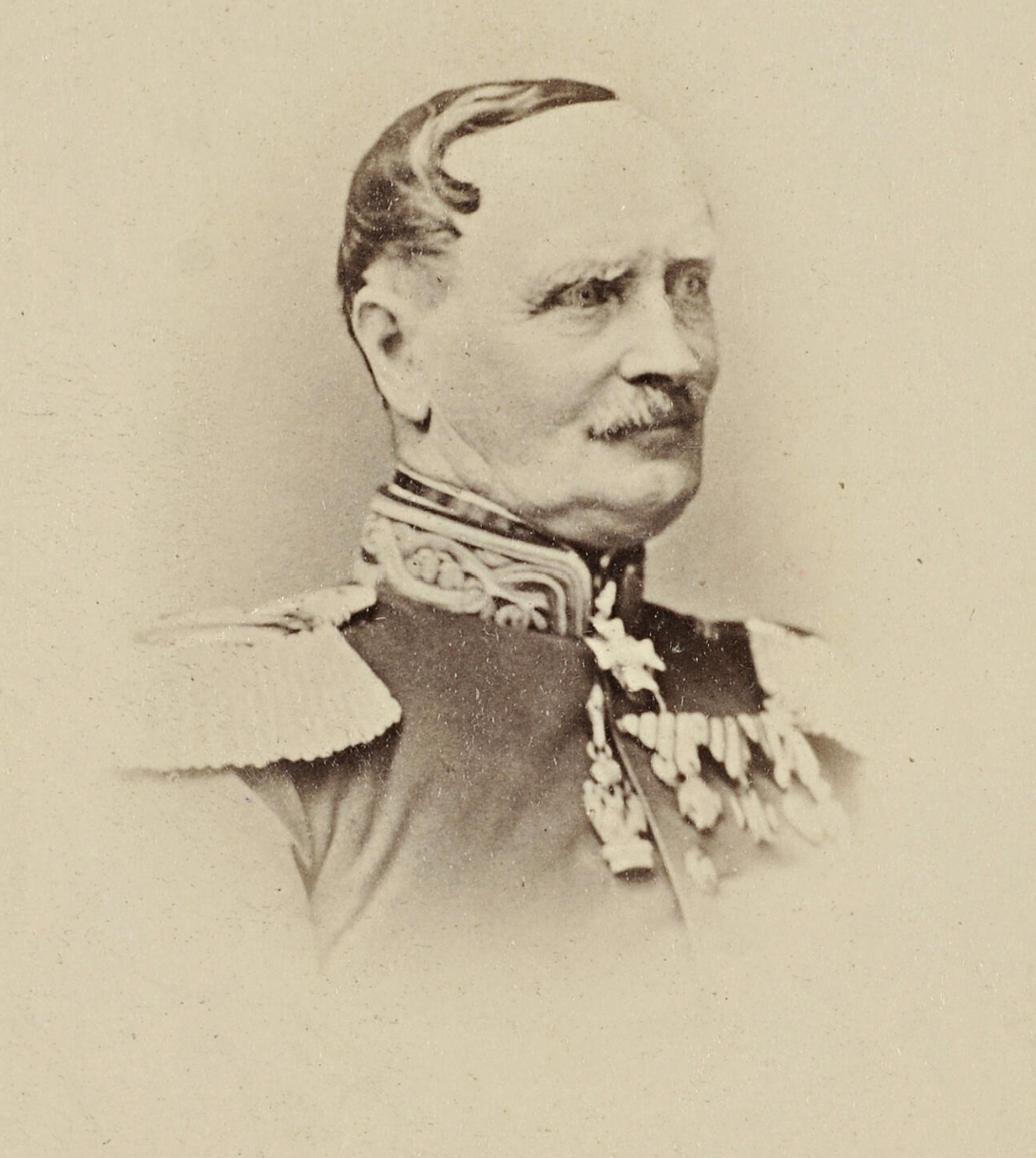
Robert von Loeben

Robert von Loeben (* 8. Mai 1810 in Tharandt; † 16. Oktober 1890 in Dresden) war ein sächsischer Generalleutnant.

## Leben
Robert von Loeben entstammte einem alten sächsisch-schlesischen Adelsgeschlecht. Er war Sohn des sächsischen Majors Karl August Albrecht von Loeben und dessen Ehefrau Henriette von Gößnitz. Er hatte zwei Brüder, nämlich den Domprediger zu Meißen, Otto von Loeben und den Obersteuerinspektor Wolf Karl von Loeben. Sein Neffe Kurt von Loeben, Sohn von Otto, erreichte auch den Rang eines Generalleutnants in der sächsischen Armee. Robert war mit Angelika Schenk verheiratet und bekam 9 Kinder mit ihr.
Robert von Loeben trat 1823 in den Kadettenkorps der sächsischen Armee ein und wurde nach vieljähriger Erziehung 1828 als Portepeejunker dem II. Bataillon des Leibregiments in Bautzen übergeben. Er durchlief in den folgenden Jahren eine typische militärische Laufbahn. Als Leutnant stand er einige Zeit bei der Infanterie-Garde-Division und nachfolgend beim Regiment "Prinz Georg" in Zwickau und bei der Leib-Brigade in Dresden. 1836 erfolgte seine Beförderung zum Oberleutnant, wobei er die nächsten Jahre u. a. als Adjutant verwendet wurde. 1847 stieg er zum Hauptmann und Kompaniechef im 9. Infanterie-Bataillon auf und nahm in dieser Eigenschaft an der Bundesexekution gegen die Herzogtümer Holstein und Lauenburg von 1863 teil. Er wurde am 16. April 1851 zum Major befördert und 1854 als Assistent beim Kriegsministerium verwendet. Nach Rückkehr in den Truppendienst wurde er 1857 Bataillonskommandeur des 16. Infanterie-Bataillons. Nachfolgend diente er u. a. als Bataillonskommandeur des 7. Infanterie- und des 6. Infanterie-Bataillons. Am 27. September 1861 erfolgte seine Beförderung zum Oberstleutnant und Assistent im Kriegsministerium, wo er als stellvertretender Intendant fungierte. Er stieg am 9. Dezember 1864 zum Oberst und Generalintendanten der Armee auf, weshalb er für die gesamte Ausrüstung der sächsischen Armee zuständig war. Er nahm in dieser Eigenschaft am Krieg gegen Preußen teil und stieg am 31. August 1866 zum Generalmajor auf. Unter Genehmigung seines Abschiedsgesuches wurde er im Dezember 1869 als Generalleutnant zur Disposition gestellt.